# 七氧化二锰
七氧化二锰，又称高锰酸酐，是锰（VII）的氧化物，化学式为Mn2O7。为酸性氧化物。可溶于四氯化碳。这种物质在1860年最先被提出。由于其化学性质极不稳定且易爆，故很少直接制取。

## 制备
生成七氧化二锰，可将浓H2SO4与KMnO4反应，：
{\displaystyle {\ce {2KMnO4 + 2H2SO4 -> Mn2O7 +H2O + 2KHSO4}}}
该反应机理为：硫酸先与高锰酸钾发生复分解反应生成高锰酸与硫酸氢钾，浓硫酸又将高锰酸中的水脱去，得到七氧化二锰

## 结构
晶体的七氧化二锰呈暗绿色。在反射光下它呈绿色；而在透射光下呈红色。能溶于四氯化碳，与水接触时反应。在5.9 °C时七氧化二锰即熔化，其固态在 −10 °C时升华。这些性质都表明七氧化二锰存在非极性键，这在后来被其结构所证实。七氧化二锰的分子由一对共用顶点的四面体结构构成。四面体的顶点为氧原子，而其中心为两个七价的锰原子。结构简式O3Mn-O-MnO3可以体现出其分子的连通性。分子末端的Mn-O键长1.585Å，而起连接作用的氧原子距两个锰原子均为1.77 Å。Mn−O−Mn键之间的角度为120.7°。
在七氧化二锰中，锰元素显最高化合价+7价。
与七氧化二锰一样，焦硫酸根离子、焦磷酸根离子和重铬酸根离子等都有类似的结构，而其中最为相似的为七氧化二氯。Tc2O7与Mn2O7结构上也很相似，但七氧化二锝的Tc−O−Tc键之间的角度为180°。固态的Re2O7不是由分子构成，但它也由一个交联的铼原子中心与四面体及八面体结构构成；而在气态中它由分子构成且结构与Tc2O7相似。

## 性质
七氧化二锰是一种强氧化剂。它常温下极不稳定，在55°C时分解，生成MnO2和O2。 分解时也会产生少量臭氧。它在95 °C或真空中10 °C爆炸。
七氧化二锰可与硫酸进一步反应，生成MnO3+离子：
{\displaystyle {\ce {Mn2O7 + 2H2SO4->2MnO3^+ +2HSO4^- +H2O}}}
七氧化二锰可以与水剧烈反应生成高锰酸：
{\displaystyle {\ce {Mn2O7 + H2O -> 2HMnO4}}}
但由于反应极为剧烈，且有爆炸的风险，故这种方法很少用于实验室的高锰酸制取。
七氧化二锰能与许多有机物发生爆炸性反应，如淀粉或其他碳水化合物。

## 外部連結
- Lu Le Laboratory 聯氨與七氧化錳之反應 420fps（页面存档备份，存于）